# Fransiskus Nipa

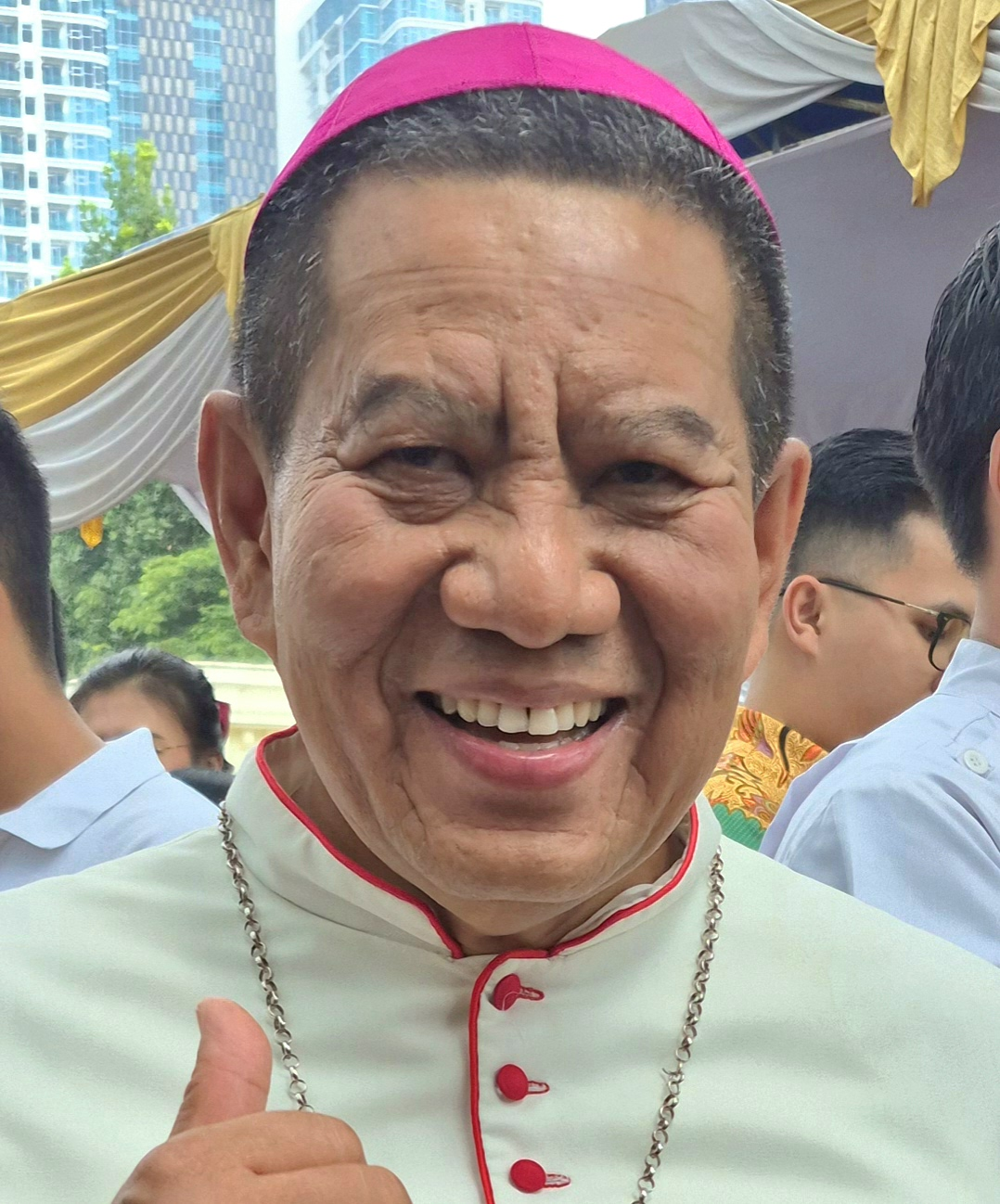
Fransiskus Nipa (2024)

Fransiskus Nipa (* 29. Januar 1964 in Mareali, Sulawesi Selatan) ist ein indonesischer römisch-katholischer Geistlicher und Erzbischof von Makassar.

## Leben
Fransiskus Nipa studierte Philosophie und Theologie am Priesterseminar Wedabhakti in Yogyakarta. Nach weiteren Studien an der Päpstlichen Universität Urbaniana erwarb er das Lizenziat im Fach Kanonisches Recht. Am 3. Juli 1990 empfing er durch Erzbischof Franciscus van Roessel CICM das Sakrament der Priesterweihe für das Erzbistum Ujung Pandang, das zehn Jahre später in Erzbistum Makassar umbenannt wurde.
Nach der Priesterweihe war er bis 1997 in zwei Gemeinden in der Pfarrseelsorge tätig. Von 2000 bis 2005 war er Ehebandverteidiger am Kirchengericht und von 2000 bis 2002 Spiritual für das Orientierungsjahr der Seminaristen  des Erzbistums. Von 2002 bis 2013 war er persönlicher Sekretär des Erzbischofs und Kanzleisekretär des Erzbistums. Ab 2005 war er zudem Richter am Kirchengericht und ab 2006 Offizial des Erzbistums. Von 2013 bis zu seiner Ernennung zum Bischof war er zudem Pfarrvikar an der Kathedrale von Makassar. Außerdem gehörte er verschiedenen diözesanen Räten und Kommissionen an, darunter dem Priesterrat, dem Konsultorenkollegium und dem Wirtschaftsrat des Erzbistums sowie dem Verwaltungsrat der diözesanen Bildungsstiftung Paulus.
Am 21. Oktober 2023 ernannte ihn Papst Franziskus zum Koadjutorerzbischof von Makassar. Der Apostolische Nuntius in Indonesien, Erzbischof Piero Pioppo, spendete ihm am 1. Februar des folgenden Jahres die Bischofsweihe. Mitkonsekratoren waren der Erzbischof von Makassar, Johannes Liku Ada’, und der Bischof von Manado, Benedictus Estephanus Rolly Untu MSC.
Mit dem Rücktritt von Johannes Liku Ada’ am 17. Oktober 2024 folgte er diesem als Erzbischof von Makassar nach.